# André Demers
Pour les articles homonymes, voir Demers.
André Demers, né en 1972, est un peintre canadien originaire de Montréal.

## Biographie
André Demers poursuit une démarche artistique singulière. Utilisant uniquement l’acrylique comme médium, il propose une iconographie personnelle empreinte de cynisme. Bien que son œuvre soit associée aux mouvements Pop-Art ainsi qu’au Op Art (Art Optique souvent qualifié d’art psychédélique), il reste influencé par plusieurs courants artistiques.
De cet amalgame d’influences, une œuvre complètement éclatée surgit. Unique en son genre, elle se distingue à travers une explosion de couleurs, de contrastes chromatiques sur une structure picturale géométrique, mathématique. De plus, les animaux apparaissent dans plusieurs tableaux comme des métaphores. Peu loquace sur la signification de ses tableaux, il préfère laisser au spectateur le soin de décoder l’œuvre, ce qui l’amuse beaucoup d’ailleurs.
Les œuvres d'André Demers font partie de plusieurs collections privées au Canada, États-Unis, en France ainsi qu’en Allemagne

## Diplômes
- D.E.C Arts Plastiques - Cégep St-Laurent et Cégep du Vieux-Montréal
- D.E.P Aménagement d’intérieurs - École Pierre-Dupuis. Longueuil

## Expositions
2012
- Galerie Zéphyr - Solo "Chargé à Bloc"
- Participation à l'encan Décover au marché St-Jacques
- Exposition Collective "God Save The Queen" présenté par Décover Mag au Foufounes Électriques

2011
- Galerie Zéphyr "Couleurs Primaires pour Primates" Exposition en duo avec Étienne Martin

2010
- Galerie CIMA9P - 2330 Pie IX. Montreal.

2009
- Galerie Zéphyr - 2112 Amherst. Montreal.
- Meat Market - 4415 St-Laurent. Montreal.

2008
- Galerie Zone Orange - 410 St-Pierre. Montreal.
- Le Barbare - 4670 St-Denis. Montreal.
- Exposition EROS. Usine 106U - 111 Roy. Montreal.

2007
- Théâtre du Rideau Vert. 4664 St-Denis. Montréal.
- Brandenburg Art Fair - Potsdam. Germany
- Usine 106U - 111 Roy. Montréal.
- Galerie Anthracite Diffusion - 268 St-Viateur. Montréal.
- Acrylic Age Gallery - D-15831. Marketplatz 6. Mahlow. Berlin.
- Le Boudoir - 850 Mt-Royal. Montréal.
- Opticien Georges Laoun - 4012 St-Denis. Montréal.

2006
- Galerie Anthracite Diffusion - 5390 Du Parc. Montréal
- Boutique d’Art Expression - 1441 Guy. Montréal.
- Chez Baptiste - 1045 Mt-Royal. Montréal.
- La Kémia Jazz Bar - 4115 St-Denis. Montréal.
- Resto Tomato - 15 St-Viateur. Montréal.
- Le Faste Fou - 6390 St-Hubert. Montréal.
- Le 940 - 940 Mt-Royal. Montréal
- L’Inspecteur Épingle - 4051 St-Hubert. Montréal.
- Le Barbare - 4670 St-Denis. Montréal.

2005
- Le Comptoir - 1902 Masson. Montréal.
- Galerie Artus - 988 Rachel. Montréal.

2004
- Encan au profit de l’Éco-Musée du Fier Monde (Collectif) - 2050 Amherst. Montréal

2003
- Festival Montréal en Arts - Rue Ste-Catherine. Montréal.

2001
- L’inspecteur Épingle - 4051 St-Hubert. Montréal.

2000
- Place des Arts (Collectif) - 175 Ste-Catherine. Montréal.
- Second Cup - 3695 St-Laurent. Montréal.

1999
- Marché Bonsecour (Collectif) - 350 St-Paul. Montréal.
- Café Place Royale - 151 St Paul. Montréal.
- Pause Café - 324 St-Paul. Montréal.
- Resto Ma-aam-M Bolduc - 4351 Delorimier. Montréal.

1998
- Bar Olive Est - 71 Ste-Catherine. Montréal.
- Second Cup - 1230 Ste-Catherine. Montréal.
- Foufounes Électriques - 85 Ste-Catherine. Montréal.